# Kurd Adler
Kurd Adler (* 1892; † 6. Juli 1916) war ein Lyriker des deutschen Expressionismus, der Gedichte über den Ersten Weltkrieg aus der Sicht des Soldaten verfasste.

## Leben und Werk
Über Kurd Adlers Leben ist kaum etwas bekannt. Er kämpfte als Soldat im Ersten Weltkrieg und schilderte in seinen Gedichten die Welt der Schützengräben und die kurzen Momente von Glück, die die Soldaten bei Fronturlauben erlebten. Die Gedichte wurden von Franz Pfemfert in seiner Anthologie Die Aktions-Lyrik. 1914-1916 veröffentlicht; sie waren ab 1915 in Pfemferts Zeitschrift „Die Aktion“ erschienen (unter anderem Das Geschütz, Ruhe an der Front und Betrachten). 1918 erschien eine Sammlung der Gedichte.
Kurd Adler wurde am 6. Juli 1916 bei Kampfhandlungen an der Westfront getötet. Ein Nachruf Erwin Piscators auf Adler erschien als Gedicht in Pfemferts Zeitschrift „Die Aktion“ (Kurd Adler getötet!); allerdings hatte Piscator Adler nicht persönlich gekannt.

## Gedichtbeispiel
Betrachten
Ganz lauernd stehen wir auf hohem Berg
und sehen Deutschland links und Frankreich rechts;
und überall ist großes, stilles Land
mit weichen Wäldern und verblinkten Dörfern.
Tief eingegraben sind wir wie die Tiere,
die Beute bergen. Der Geschütze
blauschwarze Mäuler glotzen stumpf und stier.
So ahnungslos ist aller Dinge Schein,
dass erst der runde, dumpfe Schall von drüben
uns bitter denken lässt, dass wir Zerstörer sind.
Hoch hebt sich ein Gefühl
von jener Liebe zu dem stillen Lied,
dem Sonntagmorgen und Sebastian Bach.
Ein Augenblick! Und schon ist alles grau.
Fünf Männer rennen wild um ein Geschütz,
Ich denke lächelnd der Begeisterung
der Morgenblätter, die wir nicht mehr lesen.

## Werke
- Wiederkehr. Gedichte. Die Aktion, Berlin, 1918
- Gedichte. Edition Grillenfänger, Potsdam 2011
- Kurd Adler. Versensporn – Heft für lyrische Reize Nr. 43. Hrsg. von Tom Riebe. Edition POESIE SCHMECKT GUT, Jena 2021, 100 Exemplare.